# Giovanni di Courtenay
Giovanni di Courtenay (... – 20 agosto 1270) è stato un arcivescovo cattolico francese.

## Biografia
Figlio cadetto di Roberto di Courtenay, signore di Champignelles, e di Matilde di Mehun, fu destinato alla carriera ecclesiastica: fu nominato canonico di Chartres nel 1251, poi arcidiacono di Parigi e, nel 1255, capicerio di Orléans.
Nel 1264 fu eletto arcivescovo di Reims ma Guillaume de Bray, arcidiacono di quella metropolitana, gli disputò il titolo. Alfonso, conte di Poitiers e fratello di Luigi IX, ricorse a papa Urbano IV per appoggiare l'elezione di Giovanni: la disputa proseguì fino al pontificato di papa Clemente IV che, con breve del 6 ottobre 1266, confermò l'elezione di Giovanni.
Seguì Luigi IX nella sua crociata: morì in Africa durante il viaggio, il 20 agosto 1270.

## Ascendenza
|                       |                  |                         | Genitori             |  |  | Nonni                 |  |  | Bisnonni            |  |
|                       |                  |                         |                      |  |  | Pietro I di Courtenay |  |  | Luigi VI di Francia |  |
|                       |                  |                         |                      |  |  | Pietro I di Courtenay |  |  | Luigi VI di Francia |  |
|                       |                  | Adelaide di Savoia      |                      |  |  | Pietro I di Courtenay |  |  |                     |  |
| Roberto di Courtenay  |                  |                         |                      |  |  | Pietro I di Courtenay |  |  |                     |  |
|                       |                  | Elisabetta di Courtenay | Rinaldo di Courtenay |  |  |                       |  |  |                     |  |
|                       |                  | Elisabetta di Courtenay | Rinaldo di Courtenay |  |  |                       |  |  |                     |  |
|                       |                  | Elisabetta di Courtenay | Helvise di Donjon    |  |  |                       |  |  |                     |  |
| Giovanni di Courtenay |                  | Elisabetta di Courtenay |                      |  |  |                       |  |  |                     |  |
|                       | Filippo di Mehun | Roberto di Mehun        |                      |  |  |                       |  |  |                     |  |
|                       | Filippo di Mehun | Roberto di Mehun        |                      |  |  |                       |  |  |                     |  |
|                       | Filippo di Mehun |                         |                      |  |  |                       |  |  |                     |  |
| Matilde di Mehun      | Filippo di Mehun |                         |                      |  |  |                       |  |  |                     |  |
|                       |                  |                         |                      |  |  |                       |  |  |                     |  |
|                       |                  |                         |                      |  |  |                       |  |  |                     |  |
|                       |                  |                         |                      |  |  |                       |  |  |                     |  |
|                       |                  |                         |                      |  |  |                       |  |  |                     |  |